# Parcul Plumbuita
Parcul Plumbuita este un parc situat în cartierul Colentina din sectorul 2 al Bucureștiului, amplasat pe malul lacului Plumbuita, care face parte din salba de lacuri a râului Colentina. Parcul este declarat monument istoric, cu codul  B-II-a-B-18444.
Parcul a fost amenajat ca zonă de agrement în 1977 și avea, în momentul înființării, o suprafață de 80 ha, fiind înzestrat cu alei asfaltate, terenuri de joacă pentru copii, o pergolă cu mese și scaune, și un curs artificial îngust de apă, cu câteva poduri. În prezent dispune și de un teren de fotbal, cu acces pe bază de taxă. Pe lac a fost construită o fântână arteziană modernă, de către Primăria sectorului 2.
În parc se află două obiective arhitecturale istorice importante ale Bucureștiului:
- Mănăstirea Plumbuita, ctitorie din secolul XVI a lui Petru cel Tânăr, în incinta căreia se află și Casa domnească, ridicată de Matei Basarab în 1647.
- Palatul Ghika Tei, care mărginește latura sudică a lacului. Este o construcție în stil neoclasic, ridicată de domnitorul Grigore Dimitrie Ghica în anul 1822, pe locul vechii case părintești a banului Dumitrache Ghica.